# Temporada de tormentas en Europa de 2023-2024
La temporada de tormentas en Europa de 2023-2024 es la novena temporada de denominación de Borrascas profundas europeas. Los nombres de las tormentas de la nueva temporada se anunciaron el 1 de septiembre de 2023. Las tormentas que se produzcan hasta el 31 de agosto de 2024 se incluirán en esta temporada. Esta fue la quinta temporada en la que Países Bajos participó, junto con Met Office del Reino Unido y Met Éireann de Irlanda en el grupo occidental. Por séptima vez colaboraron las agencias meteorológicas portuguesa, española, francesa y belga, a las que se unió Luxemburgo Agencia (grupo suroeste). Esta es la tercera temporada en la que Grecia, Israel y Chipre (grupo del Mediterráneo oriental), e Italia, Eslovenia, Croacia, Montenegro, Macedonia del Norte y Malta (grupo del Mediterráneo central) nombraron tormentas que afectaron sus zonas.

## Nombres

### Definiciones y convenciones de nomenclatura
No existe una definición universal de lo que constituye una tormenta en Europa, ni tampoco existe un sistema universalmente aceptado para nombrar las tormentas. Por ejemplo, en el Grupo Occidental, formado por el Reino Unido, Irlanda y los Países Bajos, se nombra una tormenta si una de las agencias meteorológicas de esos países emite una advertencia naranja (ámbar en el Reino Unido), que generalmente requiere una probabilidad de tormenta generalizada. velocidades de viento sostenidas superiores a 65 km/h, o ráfagas de viento generalizadas superiores a 110 km/h. (Las velocidades del viento requeridas varían ligeramente según la agencia y la temporada). Al nombrar una tormenta se consideran tanto la probabilidad de impacto como la gravedad potencial del sistema. El Grupo Suroeste de España, Portugal y Francia comparten un esquema similar de denominación de tormentas, aunque sus nombres difieren de los utilizados por el Grupo Occidental. En Grecia, sin embargo, se establecieron criterios de denominación para las tormentas cuando los vientos previstos superan los 50 km/h sobre tierra, y se espera que el viento tenga un impacto significativo en las infraestructuras. En Dinamarca, una tormenta debe tener una velocidad media horaria de al menos 90 km/h (25 m/s).
El Departamento de Meteorología de la Universidad de Berlín (FUB) nombra todos los sistemas de alta y baja presión que afectan a Europa, aunque no asigna nombre a ninguna tormenta real. Una tormenta de viento asociada con uno de estos sistemas de presión será reconocida en ocasiones por el nombre asignado al sistema de presión asociado por la FUB. En este artículo se describen tormentas con nombre que han sido reconocidas por una agencia meteorológica europea.
Las convenciones de nomenclatura utilizadas en Europa generalmente se basan en condiciones pronosticadas, no en condiciones que realmente han ocurrido, ya que la conciencia y la preparación del público a menudo se citan como el objetivo principal de los esquemas de nomenclatura (por ejemplo, una referencia). Por lo tanto, la asignación de un nombre a una tormenta no significa que realmente se desarrollará una tormenta.

### Grupo Occidental (Reino Unido, Irlanda y Países Bajos)
En 2015, Met Office y Met Éireann anunciaron un proyecto para nombrar tormentas como parte del proyecto "Name our Storms" (Nombra tus tormentas) para tormentas de viento y pidieron sugerencias al público. Las oficinas meteorológicas elaboraron una lista completa de nombres para 2015-2016 hasta 2017-2018, común tanto al Reino Unido como a Irlanda, con la participación de los Países Bajos a partir de 2019. Los nombres en el Reino Unido se basarán en el Servicio Nacional de Advertencia de Tiempo Severo.
Se eligieron los siguientes nombres para la temporada 2023-24 en el Reino Unido, Irlanda y los Países Bajos. Para que se nombre una tormenta de viento, la Met Office del Reino Unido, la Met Eireann de Irlanda y el KNMI de los Países Bajos tienen que emitir una advertencia meteorológica de color ámbar, preferiblemente para el viento, pero también se puede nombrar una tormenta para las advertencias ámbar de lluvia y nieve. Por ejemplo, la tormenta Arwen en 2021. 
| - Agnes - Babet - Ciarán - Debi (sin usar) - Elin (sin usar) - Fergus (sin usar) - Gerrit (sin usar) - Henk (sin usar) - Isha (sin usar) - Jocelyn (sin usar) - Kathleen (sin usar) - Lilian (sin usar) - Minnie (sin usar) - Nicolás (sin usar) - Olga (sin usar) - Piet (sin usar) - Regina (sin usar) - Estuardo (sin usar) - Tamiko (sin usar) - Vicente (sin usar) - Walid (sin usar) |

### Grupo Suroeste (Francia, España, Portugal, Bélgica y Luxemburgo)
Este fue el séptimo año en el que las agencias meteorológicas de Francia, España y Portugal nombraron tormentas que afectaron sus zonas. 
| - Aline (sin usar) - Bernardo (sin usar) - Celine (sin usar) - Domingos (sin usar) - Elisa (sin usar) - Federico (sin usar) - Geraldine (sin usar) | - Hipólito (sin usar) - Irene (sin usar) - Juan (sin usar) - Karlotta (sin usar) - Luis (sin usar) - Mónica (sin usar) - Nelson (sin usar) | - Olivia (sin usar) - Pierrick (sin usar) - Renata (sin usar) - Sancho (sin usar) - Tatiana (sin usar) - Vasco (sin usar) - Guillermina (sin usar) |

### Grupo del Mediterráneo Central (Italia, Eslovenia, Croacia, Bosnia y Herzegovina, Montenegro, Macedonia del Norte y Malta)
Se eligieron los siguientes nombres para la temporada 2023-24 en Italia, Eslovenia, Croacia, Bosnia y Herzegovina, Montenegro, Macedonia del Norte y Malta. 
| - Alexis (sin usar) - Bettina (sin usar) - Ciro (sin usar) - Dorotea (sin usar) - Emil (sin usar) - Fedra (sin usar) - Gori (sin usar) | - Helga (sin usar) - Italo (sin usar) - Lilith (sin usar) - Marco (sin usar) - Nada (sin usar) - Olé (sin usar) - Palmira (sin usar) | - Rocoso (sin usar) - Shirlene (sin usar) - Tino (sin usar) - Ute (sin usar) - Vito (sin usar) - Zena (sin usar) |

### Grupo Norte (Dinamarca, Noruega y Suecia)
Este grupo de nombres, como el de la Universidad Libre de Berlín, no utiliza una lista de nombres, pero nombra tormentas cuando no ha recibido un nombre de ningún otro servicio meteorológico en Europa y se prevé que afecte a Dinamarca, Noruega o Suecia.

### Nombramiento por la Universidad Libre de Berlín
1. Erwin
2. Hanjo
3. Irris
4. Jan

## Tormentas

### Tormenta Erwin
El 1 de septiembre la Universidad de Berlín observó un sistema de lluvias con una presión de 1000 hPa y lo nombró como Tormenta Erwin. Erwin estaba en la costa de Finlandia este tocó tierra en Suecia dando unos cuantos bucles y luego se empezó a disipar el 3 de septiembre. dando finas nevadas y lluvias en tanto Noruega y Suecia con vientos en la superficie de 45 km/h según el radar GFS. Erwin giro al norte y salió de Noruega cerca de las 12:00 UTC. Erwin fue remplazado por otra tormenta pero sus bandas produjeron nevadas leves en Svalbard. Se disipó el 4 de septiembre por la madrugada.

### Tormenta Uno
Un sistema de baja presión se formó en el estrecho de Gibraltar, este sigió al norte mientras su intensidad incrementaba en la costa ibericiana. El sistema produjo advertencias meteorológicas, una DANA de septiembre. Luego fue a ser atraído por el huracán Franklin al día siguiente. Luego se funcionó con el la borrasca dejó 6 muertos en España.  

### Tormenta tropical Daniel
El 3 de septiembre de 2023 se formaron unos frentes fríos en Italia. Estos frentes se fusionaron y se disiparon. Sus restos en Grecia empezaron a tener una ciclogénesis y se formó una tormenta nombrada fuera de lista, Daniel. Daniel empezó a intensificarse y llegó a los 75 km/h (45 mph). Luego empezó a regresar a donde estaba antiguamente, afectando a Grecia lo suficiente para creas inundaciones históricas, un récord de 753 mm, después de curar las sequías una persona fue empujada a un arroyo mientras estaba en su bicicleta y otra fue víctima de una caída de árbol en ese país. Daniel siguió como una tormenta para luego por la noche afectar a Italia con presión más alta y vientos mínimos. No se puso ninguna advertencia mayor para Italia. Sus bandas de lluvia llegaron a organizarse como un medicán. Luego justo antes de afectar a Malta se convirtió en una tormenta subtropical con vientos de 65 km/h (35 mph). En jueves sus columnas y bandas lograron los 85 km/h cerca de Atenas, Grecia. Mientras 55 en libia. Luego el centro ubicado a 300 km de Libia se convirtió en un medicán con vientos de 85 km/h (50 mph). el 10 de septiembre Daniel tocó tierra en Bengasi, Libia con vientos de 100 km/h (70 mph). Daniel se movió a tierra dentro causando más de 2000 muertes tan solo los primeros minutos, la baja siguió y se convirtió en una depresión para luego disiparse 2 días en libia. Causó más de más de veinte mil desaparecido en tan solo 48 horas. Los restos de Daniel fueron próximo a la cuenca del Nilo, donde salió de tierra.
El nombre Daniel fue de la temporada pasada sin embargo fue nombrada en esta temporada. 

### Tormenta Hanjo
El 10 de septiembre una baja se formó cerca de Irlanda el 10 de septiembre, esta se movió y la Universidad de Berlín la nombró como Hanjo. Hanjo siguió hasta los Países Bajos, donde de dividió en unas bajas sin embargo la principal generó fuertes tormentas alrededor de su centro de presión. La tormenta se movió hacia noruega y se fue hacia el norte, donde finalmente se disipó.

### Tormenta Irris
Una depresión se formó en el frente que dejó Hanjo. Esta depresión la Universidad de Berlín la nombró como Irris. Irris se movió muy rápido al norte, área afectada por Hanjo y finalmente se disipó el 16 de septiembre complicando las lluvias que dejó Hanjo.

### Ciclón Jan
El 15 de septiembre se formó una circulación cerca de la península Ibérica, esta siguió con lento movimiento sobre formando varios flujos que se unieron y según el radar ECMWF que obtuvo vientos de 98 km/h, sin embargo los vientos fluvijianos retiran más de 120 km/h sobre la izquierda de la tormenta, mientras ocurren leves inundaciones sobre España e Portugal, luego la Universidad de Berlín nombró este sistema como Jan para acercarse a Portugal el 17 de septiembre de 2023. Se convirtió en un sistema de lluvias pero al llegar al norte de Reino Unido se disparó a 975 hPay vientos de 140 en rachas antes de tocar tierra en Noruega.Jan se convirtió en Jan dos sobre Noruega para luego convertirse en un frente remanente.

### Ciclón Lee
La baja de Lee partió de Canadá por culpa de condiciones hacia el Atlántico europeo, luego el 19 de septiembre los modelos influyeron sobre casi Reino Unido, este produjo con más de 100 km/h fue fuertes afectaciones habituales en las islas británicas. Lee se movió al norte y se disipó absorbido por el mismo.

### Tormenta Elías
El 25 de septiembre se formó una baja al Sudoeste de Grecia, esta recibió el nombre pasado Elias. Elias se movía al norte provocando graves inundaciones en el centro de Grecia, convirtiéndose en el segundo en el país. Elias se movió al norte y se declaró como un sistema de graves inundaciones sobre el país. Se disipó el 27 de septiembre y terminó su curso sobre Turquía.

### Tormenta Agnes
El 25 de septiembre por la noche se formó una baja sobre el mar. La baja siguió moviendo y el 26 de septiembre fue nombrada por el centro meteorológico de Reino Unido (Met Office) como Agnes, o Kilian por el servicio berlinero convirtiéndose en la primera tormenta si oficial en la temporada. Agnes se movió rápidamente hacia las islas británicas y pasó cerca de estas como una tormenta extratropical. Provocó grandes inundaciones en las ciudades y pequeños pueblos de Irlanda, Inglaterra e Escocia mayormente. En esas llegó su máxima intensidad con más de 110 kilómetros por hora. Agnes se movió al norte y logró escapar de las islas británicas. Agnes luego se movió algo no tan rápido (no común) y se fue al norte de Noruega. 

### Tormenta Lenn
El 26 de septiembre se formó sobre aguas abiertas del Atlántico la tormenta Lenn. Lenn se formó al este de la tormenta Kilian. Lenn pasó al este de Francia durante días para moverse al norte de Alemania hasta el 2 de octubre donde de disipó sobre Rusia.

### Tormenta Maximilliam
El 27 de septiembre se formó la tormenta Maximilliam sobre el Atlántico. Esta se movió dentro adquiriendo mucha intensidad y esta llegó a un pico de 972 hPa. Luego se aproximo en varios días más a tierra, toco tierra en Noruega y se disipó.

### Tormenta Noah
El 4 de octubre se formó en el este de la costa francesa una baja que la FUB nombró "Noah". La tormenta ganó más en intensidad y tocó tierra en Francia. Noah se quedó estacionariamente y luego por días logró disiparse en el norte.

### Tormenta Oli
Al oeste de Groenlandia sur se formó una baja que la FUB llamó "Oli". Se movió al estesureste ganando más intensidad y logró llegar a un pico de intensidad, sobre el este de las islas británicas con 100 km/h. Oli se empezó a mover sobre Europa y terminó disipado por sus categorías. 

### Tormenta Patrick
Se formó una baja en aguas abiertas, la baja se le llamó Patrick.

### Tormenta Viktor
El 16 de octubre se formó la tormenta Viktor sobre el Atlántico, Viktor siguió fortaleciéndose, mientras el centro meteorológico de Reino Unido (MetOffice) aclaró convertirse en la tormenta Babet, Está nombrada antes de que el grupo Esterno lo lograra, Babet creó lluvias importantes en la península Ibérica y las bandas externas de Babet también en Reino Unido, la tormenta Babet para eso se quedó casi estacionaria entre los países de los dos grupo.
emitió advertencias amarillas de lluvia para la mayor parte de Irlanda. [cita necesaria] También se emitió una advertencia de lluvia naranja para el suroeste de Irlanda y hubo inundaciones en el sur de la isla, especialmente en el este del condado de Cork; Midleton resultó especialmente afectada. 
El 19 de octubre, la Oficina Meteorológica emitió una rara advertencia roja por lluvias en partes del este de Escocia. En la costa de Inverbervie se registró una ráfaga de viento de 124 km/h (77 mph). En las tierras altas, la cumbre de Cairn Gorm registró una ráfaga de 115 mph (185 km/h). En Brechin, Escocia, el consejo local pidió a los residentes que evacuaran sus hogares. 
En Dinamarca, el sur de Suecia y Alemania (principalmente el este de Schleswig-Holstein), el viento provocó el cierre de puentes, cancelaciones de transbordadores, trenes y aviones, caída de árboles y algunos daños materiales, pero el efecto más grave fue una inundación tormentosa, con grandes Grandes cantidades de agua son empujadas hacia el Mar Báltico más occidental y hacia los estrechos daneses. En partes de Dinamarca (sureste de Jutlandia , sur de Fionia, sur de Zelanda e islas más pequeñas de la zona), se espera que cause las inundaciones más altas en más de 100 años; En determinados lugares especialmente expuestos, se instó a la gente a evacuar. El lado opuesto, el oeste de Jutlandia, experimentó una marejada ciclónica inversa, con niveles del mar de hasta 3 m (9,8 pies) por debajo de lo normal, lo que encalló los barcos y obligó a varios transbordadores a dejar de funcionar. 
Se han registrado tres víctimas mortales y una desaparición: una mujer de 57 años murió tras ser arrastrada a un río en Angus (Escocia), un hombre de 56 años murió después de que su furgoneta chocara contra un árbol cerca de Forfar, en Angus, y un tercer hombre fue también asesinado. La policía está buscando a un hombre atrapado en un vehículo en el agua de una inundación cerca de la aldea de Marykirk en Aberdeenshire. [cita necesaria] Se está llevando a cabo una operación de rescate en la ciudad de Brechin en Angus después de que sus defensas contra inundaciones fueran rotas en las primeras horas de la mañana del viernes, dejando cientos de casas rodeadas por el agua de la inundación. En Inglaterra y Gales, se han inundado viviendas, se han cancelado los servicios de tren y se han cerrado carreteras y escuelas. [cita necesaria]

### Tormenta Aline
El 18 de octubre se formó en el Atlántico la tormenta "Aline" Esta llegó 2 días después a la península Ibérica.

## Resumen de temporada
Todas las tormentas nombradas por las organizaciones meteorológicas europeas en sus respectivas áreas de pronóstico, así como los huracanes del Atlántico que pasaron a ser tormentas de viento europeas y conservaron el nombre asignado por el Centro Nacional de Huracanes :

## Estadísticas de temporada
| Nombre | Fechas activo                 | Vientos máximos   | Presión mínima  | Áreas afectadas                                                  | Daños totales | Fallecimientos totales |
| ------ | ----------------------------- | ----------------- | --------------- | ---------------------------------------------------------------- | ------------- | ---------------------- |
| Erwin  | 1-4 de septiembre             | 65 km/h (35 mph)  | 1000 hPa (mbar) | Finlandia, Suecia, Noruega                                       | Mínimo        | 0                      |
| Uno    | 2-5 de septiembre             | 55 km/h (30 mph)  | 1001 hPa        | Portugal, España                                                 | Desconocido   | 6 (+2)                 |
| Daniel | 5-12 de septiembre            | 100 km/h (70 mph) | 999 hPa (mbar)  | Grecia, Italia, Libia                                            | Desconocido   | 11 300                 |
| Hanjo  | 10-15 de septiembre           | 45 km/h (20 mph)  | 1002 hPa (mbar) | Dinamarca, Estonia, Lituania, Suecia, Noruega                    | -             | 0                      |
| Irris  | 14-16 de septiembre           | 65 km/h (35 mph)  | 1000 hPa (mbar) | Estonia, Lituania, Finlandia, Suecia                             | -             | 0                      |
| Jan    | 15-22 de septiembre           |                   |                 |                                                                  |               |                        |
| Ciarán | 28 de octubre- 4 de noviembre | 160 km/h          | 963 hPa         | Portugal, España, Italia,Francia, Bélgica,Países Bajos, Alemania | -             | 21                     |